# Овчар (планина)
Овчар је планина у западној Србији, чији врх се налази 10,5 km западно од центра Чачка у ваздушној линији; путем 16,5 km. Највиши врх је висок 985 m, а заједно са планином Каблар прави Овчарско-кабларску клисуру, кроз коју протиче Западна Морава.
На планини Овчар се у давној прошлости налазио вулкан који сада није активан. На врху се налазе телевизијска антена и предајник РТС-а. Предајник је током НАТО бомбардовања СРЈ уништен. После рата је обновљен. Поред предајника, на врху планине се налази и видиковац са погледом на град Чачак.

## Положај
Положај ове планине је специфичан. Она се налази на самом североисточном ободу Динарског предела, док се њој суседна, веома блиска планина Каблар (889 m) налази већ у Шумадији, на њеном самом југозападном ободу. Дели их Западна Морава. Два врха удаљена су један од другог само два и по километра у ваздушној линији. Клима је планинска и умереноконтинентална. Овчар и Каблар видљиви су по ведром времену са виших крајева Београда, рецимо са Рипањске баријере или са Авале.

## Знаменитости
Део ове планине заштићен је као природно добро Републике Србије. Природу и знаменитости Овчара посећују туристи из земље и из иностранства, и у организованој понуди је туристичке организације Чачка. Недалеко од планине се налази позната Овчар Бања.
Уз пут који иде за Овчар Бању под Овчар планином, налазе се бројни манастири. Околно становништво те манастире назива »српском Светом Гором«. Постоји укупно дванаест активних манастира и две црквице.